# Neomaso abnormis
Neomaso abnormis là một loài nhện trong họ Linyphiidae.
Loài này thuộc chi Neomaso. Neomaso abnormis được Alfred Frank Millidge miêu tả năm 1991.